# Адорф (Њемачка)
Адорф (њем. Adorf/Vogtl.) град је у њемачкој савезној држави Саксонија. Једно је од 45 општинских средишта округа Фогтланд. Према процјени из 2010. у граду је живјело 5.474 становника. Посједује регионалну шифру (AGS) 14523010.

## Географија
Адорф се налази у савезној држави Саксонија у округу Фогтланд. Град се налази на надморској висини од 494 метра. Површина општине износи 42,8 km².

## Становништво
У самом граду је, према процјени из 2010. године, живјело 5.474 становника. Просјечна густина становништва износи 128 становника/km².

## Међународна сарадња
| Мјесто  | Држава | Врста сарадње | Од    |
| ------- | ------ | ------------- | ----- |
| Храњице | Чешка  | контакт       | 1995. |
| Извор   |        |               |       |